# Bolesław Romanowski
Bolesław Romanowski (né le 21 mars 1910 à Warklany - mort le 12 août 1968 à Gdańsk) est un sous-marinier polonais lors de la Seconde Guerre mondiale.

## Biographie
Bolesław Szymon Romanowski est né le 21 mars 1910 à Warklany en Empire russe (aujourd'hui Lettonie). En 1920 il s'installe avec sa famille à Grabówno près de Wyrzysk dans la région de Grande-Pologne. Il est reçu au baccalauréat en 1929 puis entre à l'école navale.
Il la termine trois ans plus tard et se voit nommé sous-lieutenant. En 1935 et en 1937 il effectue le stage de navigation sous-marine. Dans les années 1938-1939 il suit le cours d'officier torpilleur.
Il commence sa carrière en tant que chef de peloton dans les cadres de la Flotte. Un an plus tard il devient officier de quart à bord du torpilleur  ORP Kujawiak. En 1934 il est commandant en second du navire. Peu après il est transféré à la flottille des sous-marins. En 1935 il est affecté au sous-marin ORP Żbik en tant qu'officier de navigation. Dans les années 1937-1939 il occupe divers postes sur des navires de surface. Peu avant le déclenchement de la Seconde Guerre mondiale il prend le poste d'officier torpilleur sur le sous-marin ORP Wilk.
Pendant la campagne de Pologne,  Wilk patrouille dans la baie de Gdańsk et pose un champ de mines à la hauteur de Hel. Une fois la capacité à poursuivre le combat épuisée, l'équipage prend la décision de rallier l'Angleterre.
Le lieutenant Romanowski sert sur l'ORP Wilk jusqu'en 1941, l'année pendant laquelle le sous-marin est retiré du service. Ensuite il prend le poste du commandant en second de l'ORP Sokół et participe au blocus de Brest.
Toujours en 1941, après avoir terminé le stage de commandants de sous-marins, Romanowski devient commandant du S-25, un sous-marin américain octroyé par l'US Navy à la marine polonaise et rebaptisé ORP Jastrząb. Le 2 mai 1942 lors du convoi PQ-15 en mer de Norvège Jastrząb est attaqué par erreur par un destroyer norvégien "St. Albans" ainsi que par un dragueur de mines britannique "HMS Seagull". Plusieurs membres de l'équipage sont morts au cours de l'accident. Le navire n'est plus apte à continuer la mission et doit être sabordé. Romanowski, blessé aux pieds est hospitalisé en Union soviétique. Fin 1942 il devient commandant de l'ORP Dzik. Après avoir remporté plusieurs succès à bord de son unité en Méditerranée et mer Égée il se voit confier, en 1944, le poste de chef d'un groupe des sous-marins.
Après la fin des hostilités, Romanowski fait partie de la minorité des officiers polonais qui décident de rentrer au pays. Il commande le groupe de marins du camp de rapatriement. Il est nommé commandant du destroyer ORP Błyskawica, complète son équipage et en 1947, ramène le navire en Pologne. Dès son retour il prend le commandement du sous-marin ORP Sęp. En 1948 il est désigné commandant de la flottille des sous-marins. En 1950 il est limogé et arrêté dans le cadre de répressions du régime communiste envers les officiers d'avant guerre. Obligé de quitter le littoral, il s'installe à Poznań où il travaille en tant que chef de service dans la société nationale des bois. Ensuite il part pour Bydgoszcz et trouve un poste au Registre polonais des bateaux.
Pendant le dégel de 1956, Romanowski revient à Gdynia où il est à nouveau incorporé dans la marine de guerre. Entre 1957 et 1961 il occupe des postes divers à l'état-major de la marine de guerre pour devenir ensuite l'adjoint au commandant de l'école navale. Il est aussi le premier commandant du voilier-école "Zawisza Czarny"  avec lequel il effectue 12 croisières en mer Baltique et mer du Nord. À cause de problèmes de santé il est transféré dans la réserve en 1964.
Bolesław Romanowski meurt subitement le 12 août 1968 à Gdańsk.

## Promotions militaires
| enseigne de vaisseau de deuxième classe (podporucznik) | 1932 |
| enseigne de vaisseau de première classe (porucznik)    | 1935 |
| lieutenant de vaisseau (kapitan)                       | 1940 |
| komandor podporucznik                                  | 1946 |
| komandor porucznik                                     | 1948 |
| komandor                                               | 1957 |

## Décorations
Croix d'argent de l'ordre Virtuti Militari
 Croix de la Valeur
 Médaille maritime
 Croix du Mérite
 Médaille de la Victoire et de la Liberté (1945)
 Médaille pour l'Oder, la Neisse, la Baltique
 Distinguished Service Cross (Royaume-Uni)
 1939-45 Star (Royaume-Uni)
 Atlantic Star avec rosette "France and Germany"
 Africa Star (Royaume-Uni)
 Italy Star (Royaume-Uni)
 Defence Medal 1939-45 (Royaume-Uni)
 War Medal 1939-1945 (Royaume-Uni)

## Postérité
En hommage au capitaine de vaisseau Bolesław Romanowski, son nom est donné:  
- à la Troisième flottille de la Marine polonaise
- à une des rues de Gdynia
- à la 7e équipe des scouts de Gdańsk

## Œuvre
Torpeda w celu (Torpille dans la cible) - Varsovie, édition du Ministère de la Défense nationale, 1958